# Giuliano Tiburtino
Giuliano Tiburtino o Giuliano de Bonaugurio Tivoli (~1510, Tívoli o Pesaro - Roma, 16 de desembre de 1569) va ser un intèrpret d'instruments de corda italià, cantant i compositor del Renaixement. Fou un famós executant de viola de gamba i publicà diverses col·leccions de motets, madrigals i ricercari, molt estimables en el seu temps. També va compondre i publicà algunes misses i fantasies a tres veus. La data de publicació de les seves principals composicions és de 1549.